# Блэк-Хаммер (тауншип, Миннесота)
Блэк-Хаммер (англ. Black Hammer) — тауншип в округе Хьюстон, Миннесота, США. На 2000 год его население составило 326 человек.

## География
По данным Бюро переписи населения США площадь тауншипа составляет 92,5 км², из которых 92,5 км² занимает суша, водоёмов нет.

## Демография
По данным переписи населения 2000 года здесь находились 326 человек, 111 домохозяйств и 91 семья.  Плотность населения —  3,5 чел./км².  На территории тауншипа расположено 132 постройки со средней плотностью 1,4 построек на один квадратный километр. Расовый состав населения: 99,99 % белых, 0,01 % афроамериканцев, 0,01 % — других рас США и 0,31 % приходится на две или более других рас. Испанцы или латиноамериканцы любой расы составляли меньше 0,02 % от популяции тауншипа.
Из 111 домохозяйств в 40,5 % воспитывались дети до 18 лет, в 68,5 % проживали супружеские пары, в 4,5 % проживали незамужние женщины и в 18,0 % домохозяйств проживали несемейные люди. 17,1 % домохозяйств состояли из одного человека, при том 5,4 % из — одиноких пожилых людей старше 65 лет. Средний размер домохозяйства — 2,94, а семьи — 3,26 человека.
28,2 % населения — младше 18 лет, 4,9 % — в возрасте от 18 до 24 лет, 27,9 % — от 25 до 44, 27,6 % — от 45 до 64, и 11,3 % — старше 65 лет. Средний возраст — 40 лет. На каждые 100 женщин приходилось 114,5 мужчин.  На каждые 100 женщин старше 18 приходилось 122,9 мужчин.
Средний годовой доход домохозяйства составлял 37 857 долларов, а средний годовой доход семьи —  39 464 доллара. Средний доход мужчин —  21 806  долларов, в то время как у женщин — 17 344. Доход на душу населения составил 14 673 доллара. За чертой бедности находились 5,6 % семей и 9,3 % всего населения тауншипа, из которых 11,8 % старше 65 лет.